# Karaköy, Şavşat
Karaköy là một xã thuộc huyện Şavşat, tỉnh Artvin, Thổ Nhĩ Kỳ. Dân số thời điểm năm 2010 là 100 người.